# Diplopode
Diplopodele, numite și milipede, sunt artropode cu corpul puternic segmentat. Fiecare segment poartă câte două perechi de picioare pe segment, deoarece fiecare segment reprezintă o fuziune a două segmente (cu excepția primului segment din spatele capului - segmentul cervical - lipsit de membre). Majoritatea diplopodelor au corpuri cilindrice și alungite, cu toate că se întâlnesc și specii cu corpul turtit dorso-ventral. Iar onscomorfele, în genere, au corpul rotunjit și scurt, și se pot strânge într-un ghem.

Numele acestor miriapode - milipede - provine de la cuvintele latine mille - mii și ped - picior. În ciuda numelui lor, milipedele nici nu ajung să aibă o mie de picioare. Specia cu cele mai numeroase picioare are 750 de picioare și se numește Illacme plenipes. În general, majoritatea speciilor au între 36 și 400 de picioare. Clasa conține aproximativ 10.000 de specii grupate în 13 ordine și 115 familii. Diplopodul african gigant, Archispirostreptus gigas, cunoscut sub numele de shongololos, este cea mai mare specie de miriapod descris până în prezent. 

Millipedele sunt animale detritivore și lente. Cele mai multe specii se hrănesc cu resturi de plante care se află în stare de putrefacție. Ele hidratează hrană cu secreții speciale și apoi o fărâmițează cu mandibulele și maxilele. Ele pot fi și dăunătoare pentru agricultură, în special, în sere, pot provoca leziuni severe la răsadurilor tinere.  
Diplopodele se disting cu ușurință de chilopode care se aseamănă într-o măsură. Chilopodele sunt mai rapide și au câte o pereche de membre pentru fiecare segment.

## Morfologie externă
Lungimea diplopodelor este cuprinsă în intervalul 2 – 280 mm, și pot avea de la 11 până la peste o sută de segmente. Culoarea acestora este neagră sau maro, deși există câteva specii cu o colorație mai vie.

Cea mai specifică caracteristică a acestor miriapode este numărul mare de picioare. Numărul enorm și lungimea scurtă a picioarelor fac ca aceste animale să fie foarte lente, dar ele sunt puternice pentru săparea vizuinilor. Datorită morfologiei picioarelor, lungimii și formei corpului, modului de zigzag de deplasare, diplopodele ușor străbat solul. Ele par să aibă niște abilități de inginerie, prin consolidarea tunel prin rearanjarea particule pe pereții acestuia. Corpul lor format din secțiuni capătă o formă undulată. Chilopodele sunt constituite din 3 regiuni: cap, trunchi și telson (sau pigidiu).

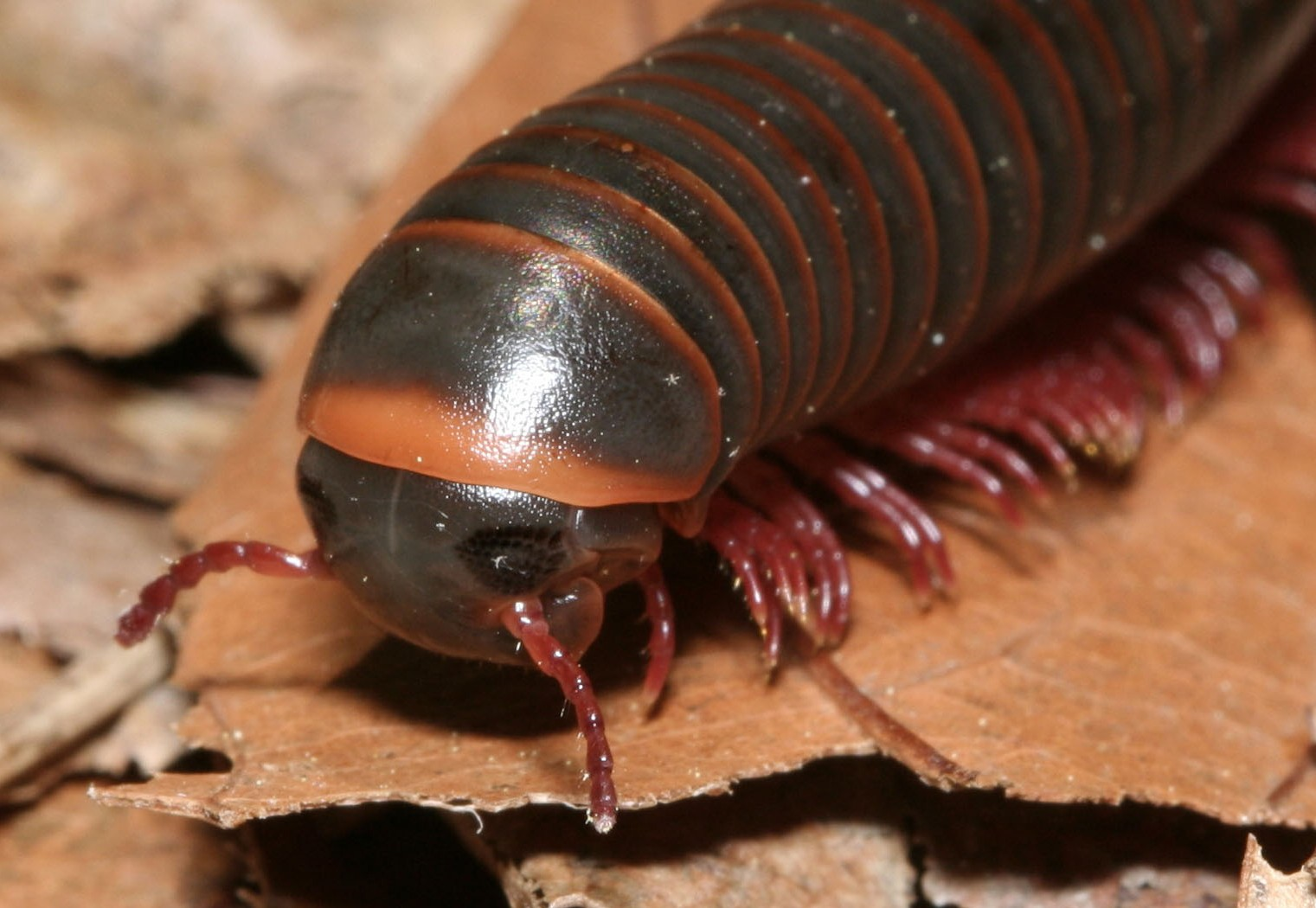
Capul la Narceus americanus

Capul unui dilopod este, de obicei, rotunjit dorsal și turtit ventral. Tot, ventral se găsesc și piesele aparatului bucal. Regiunea anterioară a gurii este acoperită cu o cută chitinizată, numită buză superioară sau labrum. Apoi, urmează maxilele alcătuite din regiunea bazală pe care se găsește un palp maxilar articulat și palete nesegmentate masticatoare. Posterior se află gnatochilariu, numit și labium, placă chitinoasă. Pe partea superioară a capului sunt o pereche de antene simple și o pereche de ochi
.
Corpul poate avea diferite forme în funcție de specie. Unele au corpul turtit dorso-ventral, alte cilindric. Dorsal, fiecare segment este acoperit cu o placă chitinizată, iar ventral, sunt două sau trei plăci. La unele diplopode plăcile dorsale și ventrale pot fi contopite având aspectul unui inel cilindric. Cuticula mai este împregnată cu săruri de calciu, excretate de epiteliul subcuticular. 

Spre deosebire de alte miriapode, fiecare segment al dilopodelor are două perechi de picioare. Acest lucru se datorează faptului că fiecare segment este  format prin fuziunea a două segmente embrionare, cu excepția primelor patru segmente toracice. Primul segmente ce urmează după cap este lipsit de membre, iar celelalte trei au doar o pereche de membre. Aceste segmente sunt uneori numite și regiunea toracică, celelalte alcătuind abdomenul. La unele diplopode câteva segmente posterioare, la fel, sunt lipsite de membre - formând zona de creștere. Corpul se termină cu un telson (pigidiu).

## Anatomie
Sistemul nervos este reprezentat de un creier situat în cap și lanțul nervos ventral. Spre deosebire de alte miriapode, lanțul nervos la diplopode este format din doi ganglioni în fiecare segment. Creierul inervează antenele și ochii, primul ganglion subfaringian - piesele bucale, iar ganglionii trunchiului - picioarele. Uneori, chiar dacă capul este disecat de corp, picioarele încă se mișcă câteva minute. 

Funcția vizuală e îndeplinită de ochi simpli, numiți oceli, formați din lentile plate. Unele diplopode, în special cele cavernicole sunt lipsite de ochi. Antenele prezintă receptori olfactivi. Între baza antenelor și ochi sunt o pereche de organe senzoriale cunoscut sub numele de organele Tömösváry. După diferiți autori ele au și funcții diferite: hidroreceptori, chemoreceptori sau receptori acustici. 

Inima tubulară este alungită, situat deasupra intestinului. Anterior, se continuă cu o aortă cefalică. Ea este alcătuită din mai multe camere, numite ventricule. Lateral, de la inimă pornesc câteva artere. 

Diplopodele resipiră prin sistem traheian abundent, însă traheile sunt conectate. Ele se deschid în exterior prin două perechi de stigme situate în fiecare segment la baza coxelor picioarelor, lipsind pe segmentele toracice.

Tubul digestiv e alcătuit din intestin anterior (esofag), intestin mediu și intestin posterior. Intestinul mediu este puternic dilatat și bogat în diverticule intestinale. În cavitatea bucală se deschid canalele glandelor salivare duble. 

Ca organe de excreție sunt două perechi de tuburile lui Malpighi - tuburi ce plutesc în cavitatea corpului și se deschid la limita dintre intestinul mediu și posterior.

## Reproducere

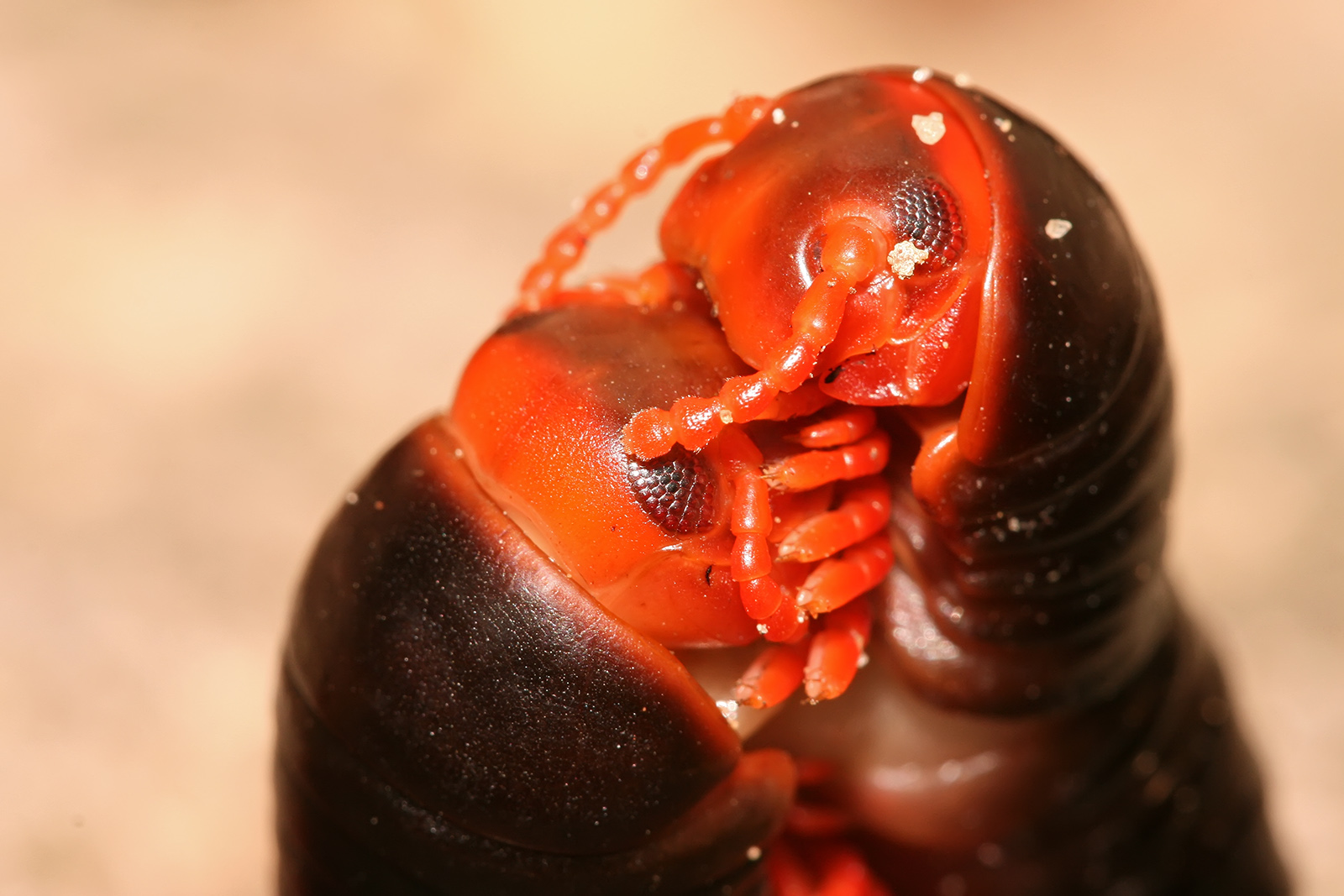
Copularea la diplopode, Epibolus pulchripes

Diplopodele sunt animale unisexuate, cu sexurile despărțite. Ovarele sunt situate ventral, sub intestin și continuă cu un oviduct care se ramifică, uneori vaginul prezintă și receptacul seminal. Testiculele au o structură complexă, fiind alcătuiți din 6 - 15 perechi de glande. Orificiul genital se află pe al doilea segment toracic. 

Masculii se deosebesc de femele prin prezența a uneia sau două pereche de membre specializate în copulație, numite gonopode. Aceste gonopode, situate pe al 7-lea segment, sunt folosite pentru a transfera pachetele de spermatozoizi femelei în timpul copulației. Un număr mic de specii sunt capabile să se reproducă prin partenogeneză, în cazul în care masculii sunt puțini. 

Femelele depun între 10 și 300 de ouă, în funcție de specie, fertilizate cu sperma stocate în receptacul. Multe specii depun ouăle în solul umed sau în resturi organice, altele construiesc cuiburi cu pereții căptușiți cu mase fecale uscate. Părinții unor specii își păzesc ouăle. 

Tinerii eclozează după câteva săptămâni. Ei au doar trei perechi de picioare și 7 segmente, dintre care ultimele patru nu au picioare. Pe măsura ce cresc și năpârlesc segmentele și picioarele se adăugă. Unele specii construiesc camere special din cuticula năpârlită, în care trăiesc în sezonul uscat. Iar cele mai multe specii mănâncă exoscheletul rămas după năpârlire. Diplopodele trăiesc până la zece ani, în dependență de specie.

## Hrănirea
Cele mai multe chilopode sunt erbivore și se hrănesc cu vegetație sau materie organică. Câteva specii sunt omnivore sau carnivore și vânează alte artropode mici, cum ar fi insectele minoscule sau chilopode, sau chiar râme. Unele specii au aparatul bucal adaptat suptului ce le permite să se hrănească cu suc din  plante. Multe diplopode umezesc hrana preventiv cu substanțe elaborate de glandele salivare.

## Mecanisme de apărare
Din cauza vitezei foarte lente de mișcare și incapacitatea lor de a mușca sau a înțepa, principalul mecanism de apărare a diplopodelor este de ghemuire, protejând picioarele lor subțiri în interior cu corpul extern blindat. Multe specii emit secreții toxice de hidrogen lichid sau de gaze de cianură prin pori microscopici, numite glande odorifere. Orificiile acestor glande se află lateral, pe fiecare segment. Unele dintre aceste substanțe au proprietăți caustice și poate dizolva cuticula furnicilor și a altor insecte. Unele animale, cum ar fi maimuțele din specia Cebus capucinus, au fost observate că irită intenționat diplopodele cu scopul de emana secrețiile toxice, pentru a scăpa de țânțari. O specie, Polyxenus fasciculatus folosesc exfolierea părului pentru a împiedica furnicile. 

În ceea ce privește oamenii, cantitatea substanțelor toxice este destul de inofensivă. De obicei, ele provoacă doar efecte minore asupra pielii, principala consecință fiind schimbarea culorii. Dar poate avea și efecte mai grave ca: durere, prurit, eritemă locală, edem, apariția veziculelor, eczemă și altele. Expunerea ochilor la aceste secreții provoacă iritații oculare mai severe, cum ar fi conjunctivită și cheratită. Primul ajutor constă în spălarea zonei afectate cu apă curgătoare și administrarea unui tratament.

## Clasificarea diplopodelor
Actualele diplopode sunt împărțite 3 subclase și 15 ordine. Subclasa Penicillata conține peste 160 de specii ale căror cuticulă nu este calcificat. Subclasa Pentazonia include chilopode care sunt capabile să se strângă într-o minge. Subclasa Helminthomorpha cuprinde marea majoritate a speciilor. Potrivit Guinness World Records Archispirostreptus gigas (Miriapodul negru gigant) poate crește până la 38,6 cm lungime, fiind cel mai mare miriapod. 

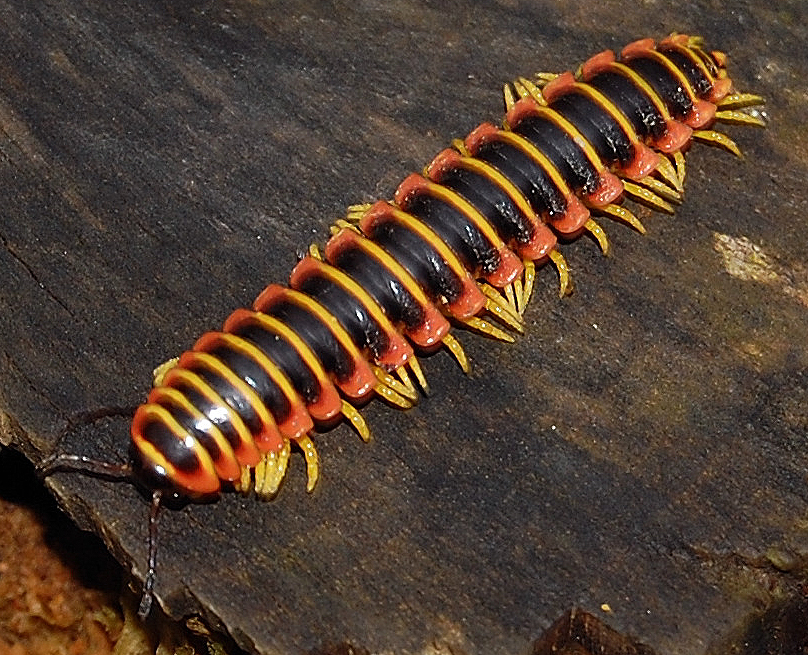
Polidesmida Apheloria virginiensis

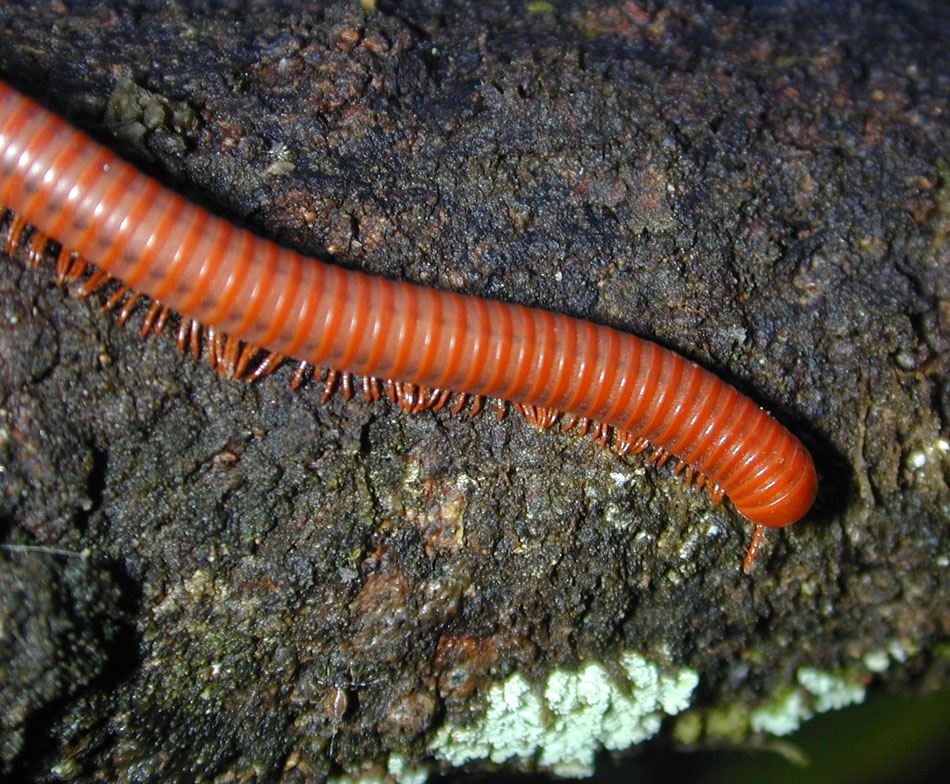
Spirobolidul Trigoniulus corallinus

- Subclasa Penicillata Latreille, 1831
  - Ordin Polyxenida Lucas, 1840
- Subclasa Pentazonia Brandt, 1833
  - Supraordin Limacomorpha
    - Ordin Glomeridesmida Latzel, 1884

  - Supraordin Oniscomorpha
    - Ordin Glomerida Leach, 1814
    - Ordin Sphaerotheriida Brandt, 1833
- Subclasa Archipolypoda Scudder, 1882
- Subclasa Helminthomorpha Pocock, 1887
  - Supraordin Colobognatha
    - Ordin Polyzoniida Gervais, 1844
    - Ordin Platydesmida DeSaussure, 1860
    - Ordin Siphonophorida Hoffman, 1980

  - Supraordin Merocheta
    - Ordin Polydesmida Pocock, 1887

  - Supraordin Nematophora
    - Ordin Callipodida Bollman, 1893
    - Ordin Chordeumatida Koch, 1847
    - Ordin Stemmiulida Pocock, 1894

  - Supraordin Diplocheta
    - Ordin Julida Brandt, 1833
    - Ordin Siphoniulida Cook, 1895
    - Ordin Spirobolida
    - Ordin Spirostreptida